# یرون ون در فیر
یرون ون در فیر (به هلندی: Jeroen van der Veer) (زاده ۲۷ اوت ۱۹۴۷) کارآفرین، اقتصاددان و مدیر ارشد اجرایی هلندی است، که اکنون به‌عنوان رییس هیئت مدیره شرکت فیلیپس فعالیت می‌کند.
ون در فیر در فاصله سال‌های ۲۰۰۴ تا ۲۰۰۹ مدیر عامل شرکت نفتی رویال داچ شل بود. وی هم‌اکنون از اعضای هیئت مدیره شرکت‌های یونیلیور و رویال داچ شل می‌باشد.